# الدوري المكسيكي الممتاز 1949-50
الدوري المكسيكي الممتاز 1949-50 (بالإسبانية: Liga Mayor 1949-50)‏ هو الموسم 7 من الدوري المكسيكي الممتاز. أقيم خلال الفترة 9 أكتوبر 1949 وحتى 28 مايو 1950، وأشرف على تنظيمه اتحاد المكسيك لكرة القدم، وكان عدد الأندية المشاركة فيه 14، وفاز فيه تيبورونيس روخوس دي فيراكروز.